# الجبهة المتحدة الأولى
تأسست الجبهة المتحدة الأولى، والمعروفة أيضًا باسم تحالف الكومينتانغ والحزب الشيوعي الصيني، في عام 1924 كتحالف لإنهاء أمراء الحرب في الصين. وقد شكلوا معًا الجيش الثوري الوطني وانطلقوا في عام 1926 في الحملة الشمالية.
انضم الحزب الشيوعي الصيني إلى حزب الكومينتانغ كأفراد، مستغلين تفوق الكومينتانغ في الأعداد للمساعدة في نشر الشيوعية. ومن ناحية أخرى، أراد حزب الكومينتانغ السيطرة على الشيوعيين من الداخل. كان لكل من الحزبين أهدافه الخاصة وكانت الجبهة غير قابلة للاستمرار. في عام 1927، قام زعيم الكومينتانغ تشيانج كاي شيك بتطهير الجبهة من الشيوعيين بينما كانت الحملة الشمالية لا تزال في منتصفها. وقد أدى هذا إلى اندلاع حرب أهلية بين الحزبين استمرت حتى تشكيل الجبهة المتحدة الثانية في عام 1936 للتحضير للحرب الصينية اليابانية الثانية القادمة.

## خلفية

### تأثير الثورة الروسية
ورغم أن المراقبين الصينيين لم يدركوا في البداية أهميتها بشكل كامل، فإن ثورة أكتوبر كان لها في نهاية المطاف تأثير عميق على الصين. وكان رد فعل صن يات صن والكومينتانغ على هذه الأخبار إيجابيًا على الفور.  وصف صن يات صن فلاديمير لينين بأنه "الرجل العظيم"، وأشار إلى رغبته في اتباع نفس النهج الذي سلكه لينين.  إلا أن هذا كان أمرًا غير مألوفًا. فقد استغرق الأمر من راديكاليين صينيين آخرين مثل تشين دوكسيو ولي دا تشاو حتى بعد نهاية الحرب العالمية الأولى يُدركوا انحراف البلاشفة الجذري عن ثورة فبراير.  ومع ذلك، بحلول أوائل عام 1920، اقتنعوا بفعالية هذا النموذج الثوري والسياسي الجديد، وكانوا يتجهون نحو تأسيس الحزب الشيوعي الصيني. 

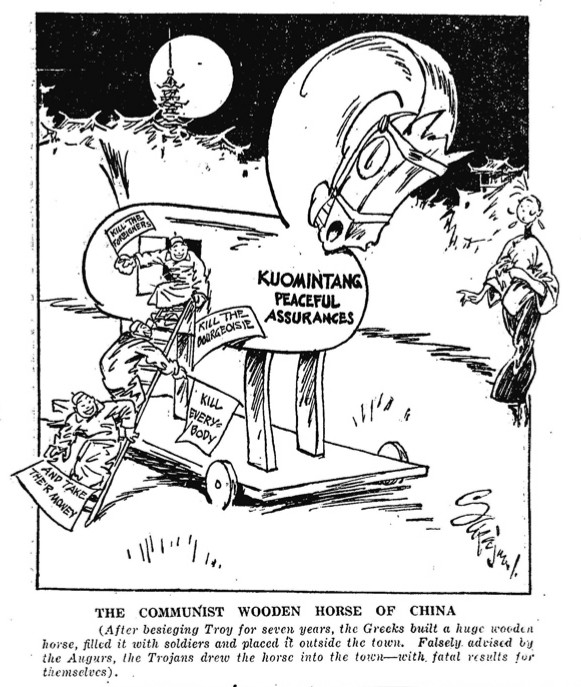
رسم كاريكاتوري لصحيفة شمال الصين هيرالد يصور الكومينتانغ كحصان طروادة للشيوعيين

وكانت السياسة الخارجية للاتحاد السوفييتي الجديد تجاه الصين ذات أهمية بالغة أيضاً. فوفقًا للنظرية الماركسية التقليدية، افتقرت دول مثل الصين إلى الظروف المادية (مثل وجود طبقة بروليتاريا كبيرة) اللازمة للانتقال بنجاح إلى الاشتراكية. ومع ذلك، جادل لينين في كتابه الإمبريالية أعلى مراحل الرأسمالية، بأن الرأسمالية في أوائل القرن العشرين أصبحت معتمدة على الاستغلال الإمبريالي للعالم الثالث. كانت الحركات المناهضة للإمبريالية قادرة على زعزعة استقرار النظام الرأسمالي العالمي، وبالتالي تسريع الثورة حيثما كانت الظروف المادية مواتية.  وهكذا، كان الموقف السوفييتي المبكر تجاه الصين معارضًا للثورة الاشتراكية ــ ففي بيان صن-جوف، اتفقوا رسميًا على أن الصين ليست مستعدة "للنظام السوفييتي".  لكنهم سعوا إلى تشجيع حركة مناهضة للإمبريالية تضم كلًا من "القوميين البرجوازيين" والطبقة العاملة.  وقد استهل بيان صن-جوف فترة من الدعم المكثف لصن يات صن وحركته. ساعد المستشارون السوفييت صن في إعادة تنظيم الكومينتانغ على أسس لينينية، مما جعل الحزب أكثر فعالية بشكل كبير.  أسسوا أكاديمية وامبوا العسكرية بالإضافة إلى جامعة مدنية لتثقيف كوادر الكومينتانغ. 

## إحياء الكومينتانغ
في عهد أمراء الحرب، أبقى صن يات صن فكرة الجمهورية الصينية الموحدة حية. وكان هدفه إقامة حكومة منافسة في قوانجو، جنوب الصين، والانطلاق من هناك للقتال ضد أمراء الحرب في الشمال وحكومتهم في بييانغ. وعند عودته من المنفى في عام 1917، أعاد صن إحياء حزبه القومي المحظور، الكومينتانغ، ولكن هذه المرة أطلق عليه اسمًا جديدًا، وهو الكومينتانغ الصيني. وكانت خطته هي أنه بعد هزيمة أمراء الحرب، سيقود الحزب الصين حتى تصبح البلاد جاهزة للانتقال إلى الديمقراطية.
لكن الحكومة المنافسة بقيادة صن كانت في وضع غير مؤاتٍ مقارنة بأمراء الحرب من وجهة نظر عسكرية. وعلى الرغم من طلباته للمساعدة من الغرب، فإن الدعم المالي والتسليح الذي يحتاجه بشدة لم يصل إلى البلاد قط. وفي عشرينيات القرن العشرين، تلقى الكومينتانغ في نهاية المطاف المساعدة من البلاشفة الروس. وكانت المساعدات المادية من روسيا كافية بالنسبة لصن، الذي أبدى في السابق مرونة عندما كان السؤال يتعلق بتعزيز الجمهورية. ولم يكن لديه أي تعاطف مع الماركسية، ولم ير الشيوعية كحل لمشاكل الصين. من وجهة نظر صن، فإن الصين لم تكن بلد الأغنياء والفقراء؛ بل كانت بلد الفقراء والأشد فقراً. استندت المبادئ التوجيهية للكومينتانغ على "مبادئ الشعب الثلاثة" التي وضعها صن: القومية والديمقراطية ومعيشة الشعب (الاشتراكية).
أصبح الكومينتانغ تدريجيًا حزبًا قويًا ومنضبطًا بتوجيه روسي. وكان العامل الحاسم هو مساعدة البلاشفة للكومينتانغ في تشكيل جيشه الخاص، الجيش الوطني الثوري. ولتدريب الجيش، أُنشئت أكاديمية وامبوا العسكرية بالقرب من قوانجو. وعيّن صن مؤيده المخلص تشيانغ كاي شيك مديرًا لها. ماليًا، عملت أكاديمية وامبوا العسكرية بدعم من الاتحاد السوفيتي. وقد ضمن الضباط الروس الزائرون بانتظام جودة التعليم. وتخرج العديد من قادة كل من الكومينتانغ والحزب الشيوعي الصيني من الأكاديمية - تخرج القائد الأعلى لجيش التحرير الشعبي، لين بياو، من وامبوا، وكذلك تشوان لاي، الذي أصبح فيما بعد رئيس وزراء الصين الشيوعية.

## التفكك
شُكِّلت الجبهة المتحدة الأولى ليتمكن حزب الكومينتانغ والحزب الشيوعي الصيني من الاتحاد لتعزيز الصين. كان الهدف الأولي هو المساعدة في دحر تهديد أمراء الحرب (من خلال الحملة الشمالية بين عامي 1926 و1928)، إلا أن كلا الحزبين كان له في الواقع دوافع خفية وراء هذا التحالف. شكل الحزب الشيوعي الصيني هذه الجبهة أساسًا لنشر الشيوعية داخل الكومينتانغ وأعضائه، بينما كان هدف تشيانغ هو السيطرة على الحزب الشيوعي من الداخل. مع ذلك، كان هو أيضًا السبب الرئيسي في انهيار العلاقة، بسبب رغبته في السيطرة على الحزب الشيوعي، مما أدى في النهاية إلى تفكك الجبهة المتحدة الأولى. بعد تطهير وامبوا وجيشه القومي من الشيوعيين والمستشارين السوفييت خلال "انقلاب كانتون" عام 1926، وبعد سلسلة من الإضرابات العمالية المسلحة عام 1926، والتي نظمها أيضًا تشوان لاي عام 1927، واصل تشيانغ قتل عدد كبير من القوات الشيوعية في منتصف عام 1927، في حدث يُعرف باسم مذبحة شانغهاي. وقعت المذبحة في منتصف الحملة الشمالية تقريبًا، مما أدى في النهاية إلى تدمير الجبهة المتحدة الأولى واندلاع الحرب الأهلية الصينية. أُجِّلت الحرب الأهلية لاحقًا عندما شكّل الجانبان الجبهة المتحدة الثانية لمحاربة اليابانيين في الحرب الصينية اليابانية الثانية.

## فهرس
- Zarrow، Peter (2005). China in War and Revolution 1895–1949. New York: روتليدج (دار نشر). DOI:10.4324/9780203015629. ISBN:978-1-134-21977-3.
- Pantsov، Alexander (2000). The Bolsheviks and the Chinese Revolution, 1919–1927. Honolulu: University of Hawai'i Press. DOI:10.4324/9781315027968. hdl:10125/23045. ISBN:978-1-315-02796-8.
- Feigon، Lee (1983). Chen Duxiu: Founder of the Chinese Communist Party. Princeton: دار نشر جامعة برنستون. DOI:10.1515/9781400858057. ISBN:978-1-4008-5805-7. JSTOR:j.ctt7ztnm3.